# Pascal Mirleau
Pascal Mirleau est un scénariste et directeur d'écriture français, spécialisé dans l'animation, né le 10 juin 1960 à Puteaux.

## Biographie
Pascal Mirleau a commencé comme scénariste pour la télévision dans le secteur jeunesse en 1984 avec une série de 52×3′, «Zoofolies». Depuis, il a travaillé avec la plupart des maisons de productions françaises sur une cinquantaine de co-productions internationales. Ces séries, de tout format et pour différents publics (du «pre-school» – «SamSam», France 5 – au 10/12 ans), abordent les différents genres : sitcom («Les Sisters», M6), cartoon («Albert le Cinquième mousquetaire», France 3), action-aventure («Les légendes de Tatonka», série en 3D), adaptation («Le Loup qui voulait…», TF1; «Samson & Néon», France 3), ludo-éducatif (« Il était une fois ces drôles d’objets», FR3 ). Il travaille à tous les postes de l’écriture : scénario, développement, direction d’écriture.
D'après "Quelle belle histoire".

## Filmographie
- 1989. Zoofolies[1]. Série d’animation 52 x 3′. Scénariste. Production : INA / A2.
- 1990, Le Diable en Enfer[2]. court-métrage. Scénariste (d'après une nouvelle de Boccace). Production : AAPA / ESEC.
- 1992.La Légende de Croc-Blanc. Série d’animation de 26 x 26′[3]. Scénariste. France Animation / TF1.
- 1994.Albert, le cinquième mousquetaire. Série d’animation de 26 x 26′. Bible et scénariste. Production : France Animation / FR3 / BBC.
- 1995.Robinson Sucroé. Série d’animation de 26 x 26′[4]. Bible et scénariste. Production : France animation / FR2 / BBC.
- 1995.Les Aventures de Spirou et Fantasio.Série d’animation de 52 x 26′. Scénariste. Production : Dupuis / TF1.
- 1996.Les Exploits d'Arsène Lupin. Série d’animation de 26 x 26′[5]. Scénariste. Production : France Animation / Canal +.
- 1997.Ivanhoé[6], saison 1 & 2. Série d’animation de 2x 26 x 26′. Scénariste. Production : France Animation / FR2.
- 1997. SOS Bout du Monde[7]. Série d’animation de 26 x 26′[8]. Scénariste. Production : Les Films de la Perrine / Canal +.

- 1997.Enigma, saison 1 & 2. Série d’animation de 26 x 26′. Scénariste. Millésime Productions / M6.
- 1997. Les Petites Sorcières. Série d’animation de 26 x 26′. Scénariste. Production : Millésime Productions / TF1.
- 1999.Alix[9]Série d’animation de 26 x 26′. Scénariste. Carrere TV / Project Images Films[10] / FR3.
- 1999.Patrouille 03. Série d’animation de 26 x 26′[11]. Scénariste. Production : France Animation / FR3.
- 1999. Cliff Hanger[12]. Série d’animation de 26 x 26′ Scénariste. Production : Télé Images / FR3.
- 2000.Papyrus, saison 2. Série d’animation de 26 x 26′. Scénariste. Dupuis audiovisuel / TF1.
- 2000.Momie au pair. Série d’animation de 26 x 26′. Scénariste. Production : Les Cartooneurs / FR2.
- 2001.Nez de Fer, le chevalier mystère. Série d’animation de 52 x 13′. Scénariste. Production : Futurikon / M6.
- 2001.Les Zooriginaux.Série d’animation de 52 x 13′. Scénariste. Production : Praxinos / M6  et Procidis.
- 2002. Kitou Scrogneugneu[13]. Série d’animation de 52 x 13′ Scénariste. Dargaud Marina / TF1.
- 2003. Martin Matin, saison 1 & 4. Série d’animation 52 x 13′ Scénariste. Production : Les Cartooneurs / FranceTV.
- 2003.Le Gowap. Série d’animation de 52 x 13′[14]. Scénariste. Production : Javatoons[15] / Odec / TF1.
- 2004.Les Tofou.Série d’animation de 52 x 13′[16]. Scénariste. Production : SIP Animation / FR3.
- 2004. Tom le dinosaure[17], saisons 1 & 2. Série d’animation 13 x 26′. Scénariste. Cromosoma Espagne[18] / BBC / ZDF / FR3.
- 2005.Quat'Zieux[19]. Série d'animation de 52 x 13'. Scénariste. Production PorchLight Entertainment, Pictor Media.
- 2005. Boule et Bill.Série d’animation de 104 x 7′. Scénariste. Production : Dargaud Marina / TF1.
- 2006.Les Nouvelles aventures de Spirou et Fantasio, saison 3. Série d’animation de 26 x 26′. Scénariste. Production: Dupuis / M6
- 2006.L'apprenti Père Noël, Série d’animation de 52 x 13′ Scénariste. Production : Alphanim / FR5.
- 2007. Samson et Néon. Série d’animation de 52 x 7′ Scénariste. Production : Toon Factory / FR3.
- 2007. Samsam[20]. Série d’animation de 52 x 7′. Scénariste. Production : Bayard-Presse / FR5.
- 2008. Gawayn. Série d’animation de 52 x 13′. Scénariste. Production : Alphanim / FR3.
- 2008. Sally Bollywood. Série d’animation de 52 x 13′ Scénariste. Production : Télé Images / FR3.
- 2009. Cédric, saison 3. Série d’animation de 52 x 13′. Codirecteur d’écriture et écriture d’épisodes Production : Dupuis Audiovisuel pour France 3.
- 2009. Devine quoi ? Série d’animation 3D de 52 x 6′. Développement, direction d’écriture avec Tony Scott et scénariste. Production : Cyber Group / Tiji pour Gulli.
- 2010. Les Légendes de Tatonka, saison 1 & 2[21]. Série d’animation de 52 x 10′. Développement, co-scénariste et codirection d’écriture. Production : Cyber Group Studios / Tiji pour France 2..
- 2011. Diego et Ziggy. Série d’animation de 52 x 11′. Développement, directeur d’écriture et écriture d’épisodes. Production : Millimages / Canal+ Kids / BBC.
- 2011. Tony et Alberto. Série d’animation de 78 x 7′ Scénariste. Toon Factory / M6.
- 2012. Martine. Série d’animation de 52 x 13′ Co-scénariste de trois épisodes Production : Les Armateurs pour M6.
- 2012. Mademoiselle Zazie. Série d’animation de 78 x 7′ Scénariste. Production : Cyber Group Studios pour France 5.
- 2012, Maya l'abeille. Série d'animation 78 x 13'. Scénariste et codirecteur d’écriture avec Tony Scott et Agnès Bidaud.Production Studio 100 animation pour TF1.
- 2013. Vic le Viking[22]. Série d’animation de 78 x 13′ adaptée des livres de Runer Jonsson. Scénariste. Production : Studio 100 animation pour TF1.
- 2013, Petz Club, Série d’animation de 50 x 13′. Scénariste. Production : Pictor Media.
- 2013. Heidi[23]. Série d’animation de 39 x 26′. Scénariste. Production : Studio 100 / TF1.
- 2014, Les Fondamentaux[24]. Série 2D/3D. 250 fois 3 minutes. Scénariste et développement et direction d’écriture avec Tony Scott,.Production Canopé (réseau).
- 2015.Miru Miru.Série d’animation de 52 x 5′. Scénariste. Production : Folimages[25] / Canal +.
- 2017, Les Sisters, saisons 1[26] & 2[27]. Série d’animation de 52 x 13′. Développement, direction d’écriture avec Tony Scott et scénariste. Samka. Productions / M6 / Canal +.
- 2018. Les Minijusticiers, saison 3. Série d’animation de 78 x 7′ Scénariste. Production : Futurikon / TF1.
- 2018, Loup, saisons 1 et 2. Série d’animation de 78 x 7′. Direction d’écriture sur la saison 2 et scénariste Samka Production pour TF1.
- 2021.Jamie a de tentacules, saison 3.Série d’animation de 52 x 13′. Scénariste. Samka Productions.
- 2022, Anna Filoute.Série d’animation de 52 x 5′[28]. Bible et développement avec Tony Scott. Produit par Les Armateurs / Folimage pour France Télévisions[29].
- 2023, Il était une fois... ces Drôles d'objets. Série d'animation de 78 x 7′[30]. Direction d’écriture avec Vincent Bonjour Samka Production.

## Activités annexes: enseignement
- 1992 - 2002 – Université Paris IV Sorbonne - UER de littérature moderne spécialisée. Direction du séminaire : "Écriture de séries d’animation pour enfants".
- 1996 – 2001 CFT Gobelins, l’école des métiers de l’image. Formation des scénaristes de séries d’animation TV.
- 2008 – 2009 Conservatoire européen d’écriture audiovisuelle. Direction d’un atelier d’écriture d’épisodes de série d'animation et Initiation à l’animation.